# Montaigut (Puy-de-Dôme)
Montaigut település Franciaországban, Puy-de-Dôme megyében. Lakosainak száma 977 fő (2022. január 1.). Montaigut La Celle, Ars-les-Favets, Buxières-sous-Montaigut, La Crouzille, Saint-Éloy-les-Mines és Youx községekkel határos.

## Népesség
A település népességének változása:
| Lakosok száma | 1022 | 996  | 1001 | 987  | 986  | 982  | 985  | 981  | 977  |
|               | 2013 | 2015 | 2016 | 2017 | 2018 | 2019 | 2020 | 2021 | 2022 |